# FC St. Johnstone
Der FC St. Johnstone (offiziell: St. Johnstone Football Club) ist ein professioneller Fußballverein aus Perth in Schottland. Er wurde nach der mittelalterlichen Bezeichnung für Perth – „St. John’s Toun“, nach der dortigen Johannes dem Täufer gewidmeten Kirche – benannt. Seit 2009 spielt der Verein wieder in der Scottish Premiership.

## Geschichte
Der Verein wurde 1884 von Spielern eines Cricketvereins gegründet, welche nach einer Beschäftigung nach der Saison suchten. Vereinsmitglieder mieteten etwas Land nahe der South Inch, auch bekannt als Recreation Ground, und dieses Grundstück wurde die erste Heimstätte des FC St. Johnstone. Als die Stätte zu klein wurde, wechselte man auf die andere Seite der Stadt und baute dort den Muirton Park, welcher die Heimat für die nächsten 65 Jahre werden sollte. Es dauerte, lange bis man einige erwähnenswerte Erfolge vorweisen konnte. 1969 erreichte man das Finale des Schottischen Ligapokals, verlor aber gegen Celtic aus Glasgow mit 0:1. In der Saison 1970/71 wurde man Dritter, hinter Celtic und Aberdeen, aber noch vor den Rangers. Dieser 3. Platz berechtigte zur Teilnahme am UEFA-Pokal 1971/72, wo man den Hamburger SV aus dem Wettbewerb werfen konnte, jedoch über die dritte Runde nicht hinauskam. 1996/97 konnte man erneut in die 1. Liga aufsteigen und bis 2002 dort verbleiben. Die Saison 1998/99 kann man wohl als eine der erfolgreichsten für den Verein bezeichnen. Die Liga schloss man als Dritter ab, erreichte das Finale des Ligapokals und das Halbfinale im Schottischen Pokal. Aufgrund der Ligaplatzierung nahm man 1999/2000 erneut am UEFA-Pokal teil, scheiterte jedoch gleich in der ersten Runde am AS Monaco. Nach dem Abstieg 2002 spielte man in der 2. Liga Schottlands.
2009 gelang der Wiederaufstieg in die Scottish Premier League. Bereits vor dem letzten Spieltag konnte man sich den Meistertitel der First Division sichern, als St. Johnstone mit 3:1 gegen Greenock Morton gewann, während gleichzeitig der zweitplatzierte Partick Thistle FC mit 0:1 gegen Airdrie United verlor. Nach dem Aufstieg erreichte der Verein zwei Mal in Folge einen einstelligen Tabellenplatz und konnte sich zuletzt für die UEFA Europa League 2012/13 qualifizieren. Nach über 100 Jahren zog der Verein 2014 zum ersten Mal in das Endspiel des Scottish FA Cup ein, wo man am 17. Mai 2014 auf Dundee United traf. Das im Celtic Park in Glasgow ausgetragene Finale wurde mit 2:0 gewonnen und war der bis dahin größte Erfolg der Vereinsgeschichte.
In der Saison 2020/21 gelang dem Verein eine unerwartete doppelte Pokal-Sensation. In der Meisterschaft wurde ein guter 5. Platz erreicht. Doch gewann der Verein in dieser Saison nicht nur zum ersten Mal den schottischen Ligapokal, sondern zum zweiten Mal auch den schottischen Pokal. Am 28. Februar 2021 schlugen sie im Ligapokalfinale im Hampden Park den FC Livingston mit 1:0. Der Torschütze war Shaun Rooney. Am 22. Mai schlugen sie im Finale des schottischen Pokals, welches auch im Hampden Park stattfand, Hibernian Edinburgh mit 1:0. Den Siegtreffer schoss wieder Shaun Rooney. Zuvor hatten sie im Viertelfinal des Schottischen Pokals den späteren Schottischen Meister, die Glasgow Rangers, überraschenderweise auswärts im Elfmeterschießen eliminiert. Durch die beiden Pokalerfolge wurde diese Saison zur bisher erfolgreichsten der Vereinsgeschichte.
Ein Jahr später belegten sie den zweitletzten Platz in der Scottish Premier League. In der Relegation gegen Inverness spielten sie auswärts 2:2 und setzten sich im Heimspiel mit 4:0 durch. Dadurch sicherten sie sich den Verbleib in der höchsten Liga.

## Kader Saison 2025/26
(Stand: 5. Juni 2025)
| Nr. |                     | Position | Name              |
| --- | ------------------- | -------- | ----------------- |
| 2   | Kroatien            | AB       | Božo Mikulić      |
| 3   | Trinidad und Tobago | AB       | André Raymond     |
| 4   | Lettland            | AB       | Daniels Balodis   |
| 6   | Panama              | MF       | Víctor Griffith   |
| 7   | Schottland          | MF       | Jason Holt        |
| 8   | Schweden            | MF       | Jonathan Svedberg |
| 9   | England             | ST       | Uche Ikpeazu      |
| 12  | Schottland          | TW       | Josh Rae          |
| 16  | Gambia              | ST       | Adama Sidibeh     |
| 18  | Nordirland          | AB       | Sam McClelland    |
| 19  | Schottland          | ST       | Taylor Steven     |
| 20  | Schottland          | TW       | Ross Sinclair     |

| Nr. |            | Position | Name               |
| --- | ---------- | -------- | ------------------ |
| 23  | Osterreich | MF       | Sven Sprangler     |
| 24  | Schottland | MF       | Josh McPake        |
| 27  | Nordirland | ST       | Makenzie Kirk      |
| 31  | Schottland | TW       | Craig Hepburn      |
| 38  | Schottland | AB       | Scott Bright       |
| 45  | Schottland | ST       | Jackson Mylchreest |
| 46  | Polen      | MF       | Fran Franczak      |
| 51  | Schottland | ST       | Murray Binnie      |
| 52  | Schottland | AB       | Arran Brookfield   |
|     | Schottland | AB       | Jack Baird         |
|     | Wales      | AB       | Morgan Boyes       |
|     | Schottland | ST       | Jamie Gullan       |

### Verliehene Spieler
| Nr. |       | Position | Name        |
| --- | ----- | -------- | ----------- |
| 15  | Ghana | AB       | Aaron Essel |

| Nr. |  | Position | Name |
| --- |  | -------- | ---- |

## Erfolge
- Scottish FA Cup (2): 2014, 2021
- Scottish League Cup (1): 2021
- Scottish League Cup Finalist (2): 1970, 1999
- First Division Meister (4): 1983, 1990, 1997, 2009
- Division Two Meister (3): 1924, 1960, 1963
- Scottish League Challenge Cup Gewinner (1): 2008

## Spieler und Trainer

### Trainerchronik
- 1919–1920: Peter Grant
- 1920–1922: Jimmy Buchan
- 1924–1931: David Taylor
- 1931–1936: Tommy Muirhead
- 1936–1947: David Rutherford
- 1947–1953: Jimmy Crapnell
- 1953–1958: Johnny Pattillo
- 1958–1967: Bobby Brown
- 1967–1973: Willie Ormond
- 1973–1976: Jackie Stewart
- 1976–1978: Jim Storrie
- 1978–1980: Alex Stuart
- 1980–1985: Alex Rennie
- 1985–1987: Ian Gibson
- 1987–1992: Alex Totten
- 1992–1993: John McClelland
- 1993–1998: Paul Sturrock
- 1998–2001: Sandy Clark
- 2001–2004: Billy Stark
- 2004–2005: John Connolly
- 2005–2007: Owen Coyle
- 2007–2011: Derek McInnes
- 2011–2013: Steve Lomas
- 2013–2020: Tommy Wright
- 2020–2023: Callum Davidson
- 2023: Steven MacLean
- 2023–2024: Craig Levein
- seit 2024: Simo Valakari

### Bekannte Spieler
- Alex Ferguson
- Ally McCoist
- Mixu Paatelainen
- Rudi Vata
- Jason Scotland
- Attila Sekerlioglu